# Església de Sant Sadurní d'Osormort
Església de Sant Sadurní d'Osormort és una església d'estil romànic-llombard de Sant Sadurní d'Osormort (Osona) protegida com a bé cultural d'interès local.

## Descripció
Sant Sadurní d'Osomort es troba al costat d'un gran mas i prop de la carretera de Vic a Sant Hilari Sacalm. L'església és de nau única de volta de canó capçada per un absis semicircular amb una finestra de doble esqueixada. A l'exterior, presenta decoració d'arcuacions entre lesenes. Els murs laterals també presenten ornamentació de tipus llombard. Al segle xii s'amplià per ponent amb l'aditament d'un atri i el campanar de torre. A l'interior, un ampli espai presbiteral separa l'absis de la nau on s'hi obre una capella de planta quadrada gòtica al costat de tramuntana. Al mur de migdia n'hi havia una altra de similar i la sagristia però van ser enderrocades en la restauració dels anys 60. El portal està obert sota la torre del campanar romànic, de planta rectangular amb tres nivells de finestres, algunes de les quals són geminades. El campanar que patí desperfectes amb els terratrèmols del segle xv presenta les obertures cegades i resta pendent de ser restaurat.
Al Museu Episcopal de Vic es conserven les pintures murals que decoraven l'absis del segon quart del segle xii.
A l'interior de l'església, al mur de migdia, hi ha dos fragments de l'antiga ara d'altar, avui substituïda per una altra de facció moderna. Degut al desgast, les inscripcions són gairebé il·legibles: ... PREBERE BOFILL / ... I SACERDOT IM / ... EDA SACERDOT ALE /GUILLEM AMB EL SEU FILL LLIO / SANCIUS / LUBMILLA / ... LEVITA. Pertanyen a l'ara romànica del segle xi, que es degué instal·lar a l'església al moment de la seva consagració. Prop de les restes de l'altar hi ha un baptisteri amb pintures de Llucià Costa i arquivoltes de Josep M. Pericas.

## Història

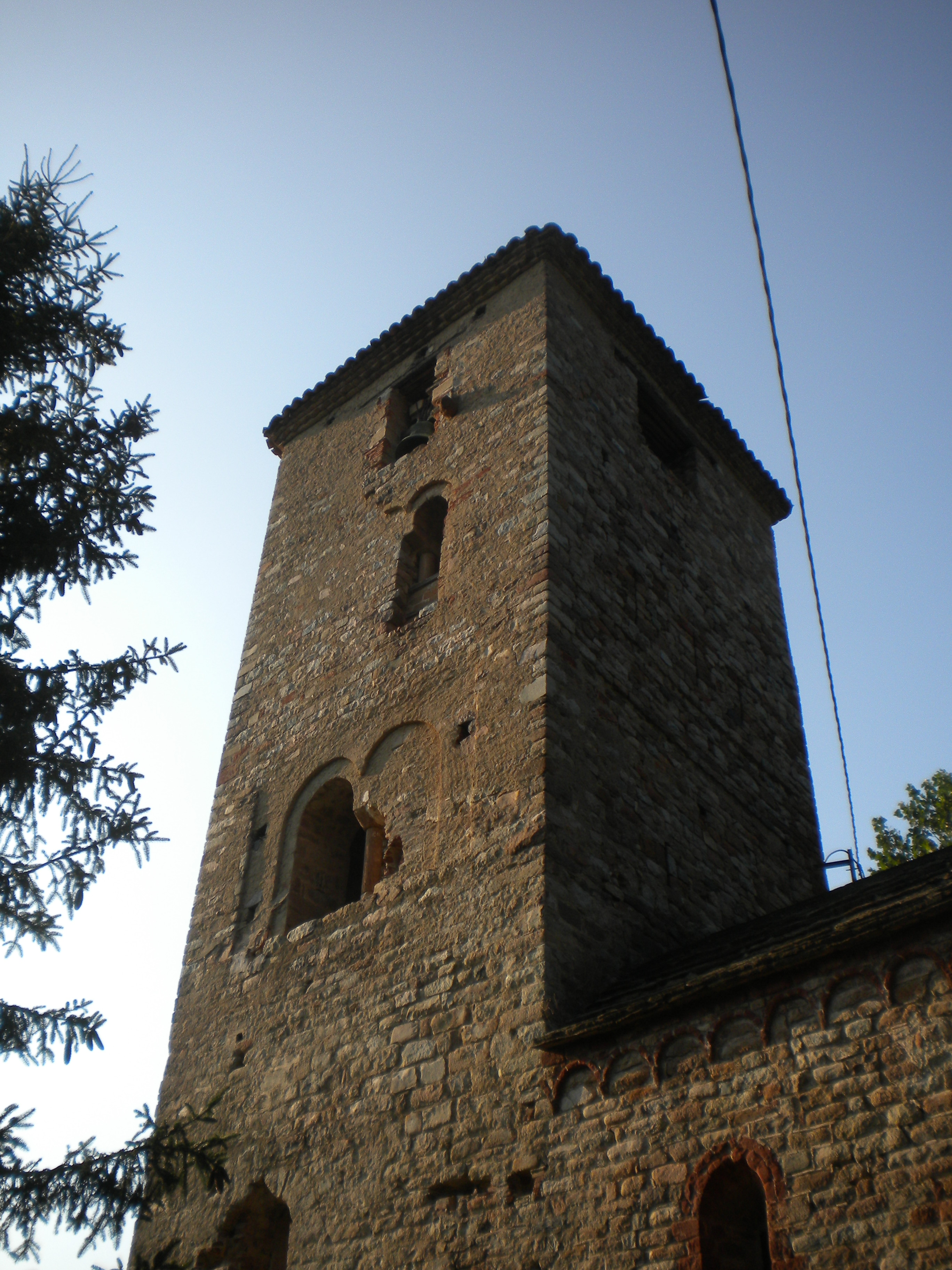
Torre del campanar.

El campanar fou reconstruït el segle xv, després de la destrucció per un terratremol.
Al segle xvii s'hi afegiren les capelles laterals que convertiren el temple en una edificació de planta de creu llatina.
Durant la Guerra Civil espanyola de 1936 es va destruir el retaule barroc de l'altar, sortint a la llum unes pintures murals de la primera meitat del segle xii, representant el Pantocràtor i escenes de la bíblia, de clara influència francesa amb figures estilitzades; es conserven en el Museu Episcopal de Vic. Es tracta d'unes pintures que no mantenen els colors originals, ja que van patir un incendi important en el transcurs de la Guerra Civil(1936-39). Amb to de color enfosquit, es conserven dues bandes del conjunt; la inferior i la central, mentre que la superior -on segurament hi havia representada la mare de Déu en majestat- no s'ha conservat. La banda inferior fa referència al llibre del Gènesi.
Els anys seixanta es va enderrocar la sagristia i la capella de migdia.